# BAX-Rangliste
Die BAX-Rangliste ist die seit dem 1. Januar 2006 im Deutschen Badminton-Verband (DBV) geführte Wertungsrangliste für dessen Spieler in allen Disziplinen. BAX steht dabei für Badminton-Index.

## Berechnungssystem
Die Berechnung der Rangliste erfolgt aufgrund der Spielergebnisse (Sieg oder Niederlage), die die erfassten Spieler in direkten Begegnungen untereinander erzielen und erlaubt daher Aussagen über die Wettkampfstärke dieser Spieler. Erzielte Ranglistenpunkte waren zuvor davon abhängig, in welcher Runde ein Spieler aus einem Turnier ausschied, was wiederum in vielen Fällen vom Auslosungsglück abhängig war.
Bei der Berechnung des BAX-Indexes entscheidet somit die Spielstärke des Gegners über die erzielten Punkte.
Die Basis des Systems bildet die statistische Standardnormalverteilung. BAX-Differenzen werden in Gewinnerwartungen und Gewinnerwartungen in BAX-Differenzen umgewandelt. Aus den erzielten Erfolgen und der Summe der Gewinnerwartungen wird ein
individueller BAX-Wert berechnet.
Die Skala der BAX-Werte reicht von etwa 300 (Anfänger) bis etwa 800 (Spitzenspieler). Gegenüber einer Einteilung nach Schulnoten ist die Skala 100fach verfeinert angelegt.

## Berechnungsgrundlage
Ausgewertet und damit berechnet werden sämtliche von turnier.de erfassten Ligen und Turniere, von der Kreisklasse bis hin zur 1. Bundesliga, von Kreisranglisten bis hin zu Deutschen Meisterschaften, Erwachsener wie Jugendlicher.
Ein BAX wird für Einzel, Doppel und Mixed für jeden Spieler separat berechnet. Damit gibt es insgesamt 6 Listen: DE, HE, DD, HD, XD(Damen), XD(Herren).
Zur Berechnung eines BAX werden stets die BAX Werte der Vorsaison herangezogen. Das bedeutet, dass zwar ein Spieler im Laufe einer Saison seine BAX Entwicklung ablesen kann, die jeweilige Änderung auch berechnet und ausgewiesen aber einem Gegner noch nicht angerechnet wird. Hierdurch wird sichergestellt, dass die Reihenfolge der Berechnung und damit die Reihenfolge der Gegner zumindest auf eine Saison bezogen keine Rolle spielt.
Ranglisten (Verein, Landesverband, Gruppe, DBV) werden saisonbezogen berechnet und nur für die in der Saison aktiven Spieler geführt.

## Aktualisierung
Die Berechnungen werden alle paar Monate durchgeführt.

## Andere Wertungsranglisten im deutschen Badminton
Neben BAX gibt es noch weitere Systeme zur Berechnung von Ranglisten:
- BADELO[3]: (eine Abkürzung für Badminton ELO) Rating der Spieler deutscher Spielklassen basierend auf dem ELO-System
- MADU[4]: (eine Abkürzung für Mark Dustin) Rating der meisten deutschen Badmintonspieler sowie der international Spitzenspieler basierend auf den in den Spielen erzielten Punkten.
- PBR[5]: (eine Abkürzung für Point Based Rating) Rating aller deutschen und Schweizer Badmintonspieler sowie der international Spitzenspieler basierend auf den in den Spielen erzielten Punkten.